# 사드 알아흐마드
사드 아흐마드(아랍어: سعد أحمد, Saad Ahmad, 1989년 8월 10일~ )는 이라크의 축구 선수로, 현재 시리아의 아르빌 수비수이다.